# Poundcake (singolo)
Poundcake è un singolo del gruppo musicale statunitense Van Halen, pubblicato nel 1991 ed estratto dall'album For Unlawful Carnal Knowledge.

## Il brano
La canzone si caratterizza per l'utilizzo da parte di Eddie van Halen di un trapano elettrico per realizzare l'intro e l'assolo del brano. Secondo quanto da lui affermato, l'ispirazione gli venne dopo aver sentito un tecnico delle chitarre che stava operando con un trapano ai 5150 Studios durante le registrazioni. Eddie dipinse così un trapano con gli stessi colori della sua Frankenstrat da utilizzare durante i concerti.

## Video musicale
Il videoclip del brano, diretto da Andy Morahan, si apre mostrando Eddie con in mano un trapano elettrico Makita. Vengono alternate sequenze della band che suona con immagini di una giovane donna schiva, che si presenta ad un'audizione per ottenere una parte in un video dei Van Halen. Mentre aspetta il suo turno, lei spia le altre ragazze attraverso un buco nella porta del camerino, e rimane affascinata dai loro vestiti e comportamenti provocatori. Quando alla fine la notano, una di loro utilizza un trapano elettrico per molestarla, costringendola a scappare via spaventata. Tra l'inizio e la fine del video, viene mostrato il provino di una bambina vestita da fata.

## Tracce
1. Poundcake – 5:22
2. Pleasure Dome – 6:57

## Formazione
- Sammy Hagar – voce
- Eddie van Halen – chitarra, trapano elettrico, cori
- Michael Anthony – basso, cori
- Alex van Halen – batteria

## Classifiche
| Classifica (1991)             | Posizione massima |
| ----------------------------- | ----------------- |
| Canada                        | 55                |
| Finlandia                     | 27                |
| Regno Unito                   | 74                |
| Stati Uniti (mainstream rock) | 1                 |